# Llista d'alcaldes de Sant Quirze Safaja
Llista d'alcaldes de Sant Quirze Safaja:
- Joan Brosa i Sans (1900 - 1913)
- Pere Torras i Permanyer (1914 - 1920)
- Vicenç Baucells i Sans (1920 - 1921)
- Jaume Brosa i Munts (1921 - 1923)
- Pere Torras i Permanyer (1923 - 1924)
- Ramon Salabert i Ferrer (1924 - 1930)
- Joan Torras i Casals (1930 - 1933)
- Feliu Sala i GIol (1933 - 1934)
- Joan Torras i Casals (1934 - 1936)
- Josep Llussà i Tarrés (1936 - 1939)
- Joan Torras i Casals (1939 - 1957)
- Pere Sans i Druguet (1957 - 1971)
- Lluís Badó i Noguera (1971 - 1983)
- Antoni Vila i Rodés (1983 - 1991)
- Cosme Guiteras i Capdevila (1991 - 2003)
- Assumpta Camps i Garcia (2003 - 2007)
- Ramon Banús i Crusellas (2007 - 2015)
- Anna Guixà i Fisas (2015 -)